# 石家河镇 (天门市)
石家河镇是中华人民共和国湖北省天门市下辖的一个镇。
2016年10月12日，湖北省民政厅批复同意石河镇更名为石家河镇。

## 行政区划
石家河镇下辖以下村级行政区划单位：
马溪社区、东河村、牌岭村、唐李村、土城村、夏新村、胡当村、芦岭村、龙王村、界牌村、西河村、石河村、竹寺村、吴垸村、杨岭村、吴刘村、姚岭村、石庙村、孙冲村、张巷村、诸葛村、李咀村、蔡岭村、洪山村、花垸村、东虹村、段场村、易咀村、汪咀村、江店村、董巷村、复兴村、砖庙村、刘方岭村、唐店村、周咀村和东桥村。